# Henrik Larsson
Henrik 'Henke' Edward Larsson (Helsingborg, 20 september 1971) is een Zweeds voetbaltrainer en voormalig profvoetballer en floorballer. Via zijn vader heeft hij een Kaapverdische achtergrond. Larsson speelde van 1989 tot en met 2008 voor achtereenvolgens Högaborgs BK, Helsingborgs IF, Feyenoord, Celtic, FC Barcelona opnieuw Helsingborgs, Manchester United en wederom Helsingborgs. Daarnaast was hij van 1993 tot en met 2009 actief voor het Zweeds voetbalelftal, waarvoor hij 106 keer uitkwam en 37 keer scoorde.

## Loopbaan als speler
Larsson begon zijn carrière in 1989 bij Högaborgs BK. Na twee jaar bij Helsingborgs IF (1992-1993) te hebben gespeeld, vertrok Larsson naar het buitenland. Feyenoord (1993-1997) werd zijn eerste club buiten Zweden. Hij maakte zijn competitiedebuut voor de club uit Rotterdam-Zuid op 20 november 1993, toen de ploeg van trainer-coach Willem van Hanegem op eigen veld met 1-1 gelijkspeelde tegen Vitesse. De nieuwe aanwinst viel in dat duel na 75 minuten in voor Regi Blinker.
Na vier jaar gespeeld te hebben in Rotterdam vertrok Larsson naar Celtic Glasgow. In juli 1997 tekende Larsson bij Celtic voor 650.000 Britse pond. Zijn debuut was niet zo spectaculair. Hij speelde de bal naar de tegenstander, wat in een 2-1 nederlaag voor Celtic resulteerde. Uiteindelijk werden het echter zeer succesvolle jaren bij de Schotse voetbalclub. Tussen 1997 en 2004 maakte Larsson voor Celtic 175 competitiedoelpunten. Na het EK van 2004 tekende hij een contract bij FC Barcelona.
Larsson debuteerde op 29 juli 2004 in het oefenduel met Suwon Samsung Bluewings. Bij de Catalaanse club groeide hij uit tot een publieksfavoriet en Larsson bracht bij FC Barcelona zijn totaal aantal landstitels op zes (1998, 2001, 2002, 2004 met Celtic; 2005, 2006 met Barça). In het seizoen 2004-2005 raakte Larsson tegen Real Madrid zwaar geblesseerd aan de knie. Na maanden revalideren keerde hij aan het eind van het seizoen terug. Op 11 januari 2006 bereikte Larsson een persoonlijke mijlpaal. Door twee doelpunten in het bekerduel tegen Zamora CF, kwam de Zweed op een totaal van 400 officiële doelpunten in zijn carrière. Larsson had maar 613 wedstrijden nodig om de vierhonderd doelpunten te bereiken. Na twee seizoenen bij FC Barcelona te hebben gespeeld, maakte Larsson in februari 2005 zijn terugkeer naar Helsingsborgs IF bekend. Voordat hij vertrok, had Larsson nog wel een groot aandeel in de UEFA Champions League-winst. FC Barcelona won in de finale met 2-1 van Arsenal FC en Larsson gaf als invaller voor Mark van Bommel de assists voor beide Catalaanse treffers van eerst Samuel Eto'o en daarna Juliano Belletti.
Op 2 december maakte Manchester United bekend dat de club Larsson van januari tot maart 2007 huurde van Helsingsborgs IF. In deze periode lag in Zweden de competitie stil.

## Clubstatistieken
| Seizoen | Club                   | Land               | Competitie                | Wedstrijden | Doelpunten |
| ------- | ---------------------- | ------------------ | ------------------------- | ----------- | ---------- |
| 1989    | Högaborg               | Vlag van Zweden    | Division 3 Södra Götaland | 21          | 1          |
| 1990    | Högaborg               | Vlag van Zweden    | Division 3 Södra Götaland | 21          | 7          |
| 1991    | Högaborg               | Vlag van Zweden    | Division 3 Södra Götaland | 22          | 15         |
| 1992    | Helsingborg            | Vlag van Zweden    | Allsvenskan               | 27          | 32         |
| 1993    | Helsingborg            | Vlag van Zweden    | Allsvenskan               | 25          | 16         |
| 1993/94 | Feyenoord              | Vlag van Nederland | Eredivisie                | 15          | 1          |
| 1994/95 | Feyenoord              | Vlag van Nederland | Eredivisie                | 23          | 8          |
| 1995/96 | Feyenoord              | Vlag van Nederland | Eredivisie                | 32          | 10         |
| 1996/97 | Feyenoord              | Vlag van Nederland | Eredivisie                | 31          | 7          |
| 1997/98 | Celtic                 | Vlag van Schotland | Scottish Premier League   | 35          | 16         |
| 1998/99 | Celtic                 | Vlag van Schotland | Scottish Premier League   | 35          | 29         |
| 1999/00 | Celtic                 | Vlag van Schotland | Scottish Premier League   | 9           | 8          |
| 2000/01 | Celtic                 | Vlag van Schotland | Scottish Premier League   | 37          | 35         |
| 2001/02 | Celtic                 | Vlag van Schotland | Scottish Premier League   | 33          | 29         |
| 2002/03 | Celtic                 | Vlag van Schotland | Scottish Premier League   | 35          | 28         |
| 2003/04 | Celtic                 | Vlag van Schotland | Scottish Premier League   | 37          | 30         |
| 2004/05 | FC Barcelona           | Vlag van Spanje    | Primera División          | 12          | 3          |
| 2005/06 | FC Barcelona           | Vlag van Spanje    | Primera División          | 28          | 10         |
| 2006    | Helsingborg            | Vlag van Zweden    | Allsvenskan               | 15          | 8          |
| 2006/07 | → Manchester United FC | Vlag van Engeland  | Premier League            | 13          | 3          |
| 2007    | Helsingborg            | Vlag van Zweden    | Allsvenskan               | 22          | 9          |
| 2008    | Helsingborg            | Vlag van Zweden    | Allsvenskan               | 6           | 7          |
| Totaal  | Totaal                 | Totaal             | Totaal                    | 534         | 312        |

### Nationaal elftal

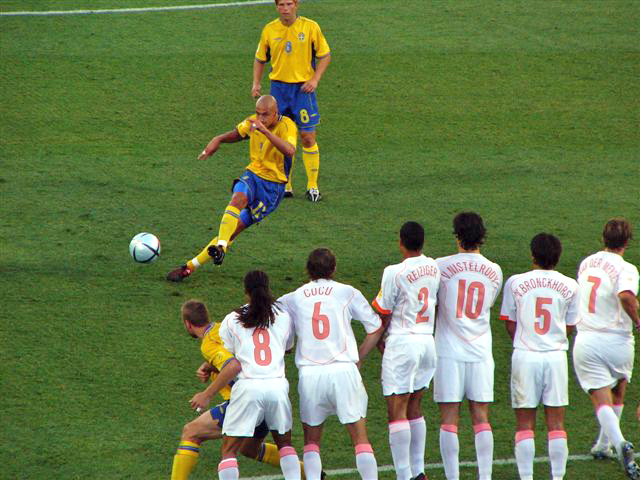
Larsson met Zweden op het EK 2004.

Larsson speelt sinds 1993 in het Zweeds voetbalelftal. Hij maakte zijn debuut op 13 oktober 1993 in het WK-kwalificatieduel tegen Finland, dat met 3-2 werd gewonnen. Larsson scoorde in dat duel in de veertigste minuut, de overige treffers van de thuisploeg kwamen op naam van Martin Dahlin.
In 2002 zei hij de nationale ploeg vaarwel. In 2004 maakte Larsson echter weer deel uit van de nationale ploeg nadat zo'n 120.000 Zweden een petitie hadden getekend om Larsson hiertoe te overtuigen. Zweden verraste op het Europees Kampioenschap 2004 in Portugal met bij wijlen wervelend voetbal onder impuls van onder anderen Larsson. Na het EK bleef Larsson zich beschikbaar stellen voor Zweden. Hij vormde in de nationale ploeg een aanvalsduo met Zlatan Ibrahimović. Van het duo Larsson-Ibrahimovic werd tijdens het WK 2006 veel verwacht, maar het tweetal stelde net als de hele Zweedse ploeg teleur. Met moeite werd de achtste finale bereikt, waarin Duitsland echter redelijk gemakkelijk met 2-0 won. Aan het begin van de tweede helft kon Larsson uit een strafschop Zweden nog terug in de wedstrijd brengen, maar hij schoot hoog over. Na afloop van het toernooi verklaarde hij zijn interlandloopbaan te beëindigen Later kwam hij terug op die beslissing.
| Interlands van Henrik Larsson voor Zweden | Interlands van Henrik Larsson voor Zweden | Interlands van Henrik Larsson voor Zweden | Interlands van Henrik Larsson voor Zweden | Interlands van Henrik Larsson voor Zweden | Interlands van Henrik Larsson voor Zweden |
| №                                         | Datum                                     | Wedstrijd                                 | Uitslag                                   | Competitie                                | Goals                                     |
| ----------------------------------------- | ----------------------------------------- | ----------------------------------------- | ----------------------------------------- | ----------------------------------------- | ----------------------------------------- |
| 1                                         | 13 Oct 1993                               | Zweden – Finland                          | 3–2                                       | WK-kwalificatie                           | Goal                                      |
| 2                                         | 10 Nov 1993                               | Oostenrijk – Zweden                       | 1–1                                       | WK-kwalificatie                           |                                           |
| 3                                         | 18 Feb 1994                               | Zweden – Colombia                         | 0–0                                       | Vriendschappelijk                         |                                           |
| 4                                         | 20 Feb 1994                               | Verenigde Staten – Zweden                 | 1–3                                       | Vriendschappelijk                         | Goal                                      |
| 5                                         | 20 Apr 1994                               | Wales – Zweden                            | 0–2                                       | Vriendschappelijk                         | Goal                                      |
| 6                                         | 05 May 1994                               | Zweden – Nigeria                          | 3–1                                       | Vriendschappelijk                         | Goal                                      |
| 7                                         | 26 May 1994                               | Denemarken – Zweden                       | 1–0                                       | Vriendschappelijk                         |                                           |
| 8                                         | 19 Jun 1994                               | Kameroen – Zweden                         | 2–2                                       | WK-eindronde                              |                                           |
| 9                                         | 24 Jun 1994                               | Zweden – Rusland                          | 3–1                                       | WK-eindronde                              |                                           |
| 10                                        | 28 Jun 1994                               | Brazilië – Zweden                         | 1–1                                       | WK-eindronde                              |                                           |
| 11                                        | 10 Jul 1994                               | Zweden – Roemenië                         | 2–2                                       | WK-eindronde                              |                                           |
| 12                                        | 16 Jul 1994                               | Zweden – Bulgarije                        | 4–0                                       | WK-eindronde                              | Goal                                      |
| 13                                        | 17 Aug 1994                               | Zweden – Litouwen                         | 4–2                                       | Vriendschappelijk                         | Goal                                      |
| 14                                        | 07 Sep 1994                               | IJsland – Zweden                          | 0–1                                       | EK-kwalificatie                           |                                           |
| 15                                        | 12 Oct 1994                               | Zwitserland – Zweden                      | 4–2                                       | EK-kwalificatie                           |                                           |
| 16                                        | 16 Nov 1994                               | Zweden – Hongarije                        | 2–0                                       | EK-kwalificatie                           |                                           |
| 17                                        | 29 Mar 1995                               | Turkije – Zweden                          | 2–1                                       | EK-kwalificatie                           |                                           |
| 18                                        | 01 Jun 1995                               | Zweden – IJsland                          | 1–1                                       | EK-kwalificatie                           |                                           |
| 19                                        | 04 Jun 1995                               | Brazilië – Zweden                         | 1–0                                       | Umbro Cup                                 |                                           |
| 20                                        | 08 Jun 1995                               | Engeland – Zweden                         | 3–3                                       | Umbro Cup                                 |                                           |
| 21                                        | 10 Jun 1995                               | Zweden – Japan                            | 2–2                                       | Umbro Cup                                 |                                           |
| 22                                        | 06 Sep 1995                               | Zweden – Zwitserland                      | 0–0                                       | EK-kwalificatie                           |                                           |
| 23                                        | 24 Apr 1996                               | Noord-Ierland – Zweden                    | 1–2                                       | Vriendschappelijk                         |                                           |
| 24                                        | 09 May 1996                               | Zweden – Slowakije                        | 2–1                                       | Vriendschappelijk                         |                                           |
| 25                                        | 01 Jun 1996                               | Zweden – Wit-Rusland                      | 5–1                                       | WK-kwalificatie                           | Goal                                      |
| 26                                        | 14 Aug 1996                               | Zweden – Denemarken                       | 0–1                                       | Vriendschappelijk                         |                                           |
| 27                                        | 09 Oct 1996                               | Zweden – Oostenrijk                       | 0–1                                       | WK-kwalificatie                           |                                           |
| 28                                        | 10 Nov 1996                               | Schotland – Zweden                        | 1–0                                       | WK-kwalificatie                           |                                           |
| 29                                        | 02 Apr 1997                               | Frankrijk – Zweden                        | 1–0                                       | Vriendschappelijk                         |                                           |
| 30                                        | 11 Oct 1997                               | Zweden – Estland                          | 1–0                                       | WK-kwalificatie                           |                                           |
| 31                                        | 25 Mar 1998                               | Spanje – Zweden                           | 4–0                                       | Vriendschappelijk                         |                                           |
| 32                                        | 22 Apr 1998                               | Zweden – Frankrijk                        | 0–0                                       | Vriendschappelijk                         |                                           |
| 33                                        | 28 May 1998                               | Zweden – Denemarken                       | 3–0                                       | Vriendschappelijk                         |                                           |
| 34                                        | 02 Jun 1998                               | Zweden – Italië                           | 1–0                                       | Vriendschappelijk                         |                                           |
| 35                                        | 19 Aug 1998                               | Zweden – Rusland                          | 1–0                                       | Vriendschappelijk                         |                                           |
| 36                                        | 05 Sep 1998                               | Zweden – Engeland                         | 2–1                                       | EK-kwalificatie                           |                                           |
| 37                                        | 14 Oct 1998                               | Bulgarije – Zweden                        | 0–1                                       | EK-kwalificatie                           | Goal                                      |
| 38                                        | 10 Feb 1999                               | Tunesië – Zweden                          | 0–1                                       | Vriendschappelijk                         |                                           |
| 39                                        | 27 Mar 1999                               | Zweden – Luxemburg                        | 2–0                                       | EK-kwalificatie                           | Goal                                      |
| 40                                        | 31 Mar 1999                               | Polen – Zweden                            | 0–1                                       | EK-kwalificatie                           |                                           |
| 41                                        | 28 Apr 1999                               | Ierland – Zweden                          | 2–0                                       | Vriendschappelijk                         |                                           |
| 42                                        | 05 Jun 1999                               | Engeland – Zweden                         | 0–0                                       | EK-kwalificatie                           |                                           |
| 43                                        | 18 Aug 1999                               | Zweden – Oostenrijk                       | 0–0                                       | Vriendschappelijk                         |                                           |
| 44                                        | 04 Sep 1999                               | Zweden – Bulgarije                        | 1–0                                       | EK-kwalificatie                           |                                           |
| 45                                        | 08 Sep 1999                               | Luxemburg – Zweden                        | 0–1                                       | EK-kwalificatie                           |                                           |
| 46                                        | 09 Oct 1999                               | Zweden – Polen                            | 2–0                                       | EK-kwalificatie                           | Goal                                      |
| 47                                        | 03 Jun 2000                               | Zweden – Spanje                           | 1–1                                       | Vriendschappelijk                         |                                           |
| 48                                        | 10 Jun 2000                               | België – Zweden                           | 2–1                                       | EK-eindronde                              |                                           |
| 49                                        | 15 Jun 2000                               | Zweden – Turkije                          | 0–0                                       | EK-eindronde                              |                                           |
| 50                                        | 19 Jun 2000                               | Italië – Zweden                           | 2–1                                       | EK-eindronde                              | Goal                                      |
| 51                                        | 16 Aug 2000                               | IJsland – Zweden                          | 2–1                                       | Nordic Cup                                |                                           |
| 52                                        | 02 Sep 2000                               | Azerbeidzjan – Zweden                     | 0–1                                       | WK-kwalificatie                           |                                           |
| 53                                        | 07 Oct 2000                               | Zweden – Turkije                          | 1–1                                       | WK-kwalificatie                           | Goal                                      |
| 54                                        | 11 Oct 2000                               | Slowakije – Zweden                        | 0–0                                       | WK-kwalificatie                           |                                           |
| 55                                        | 28 Feb 2001                               | Malta – Zweden                            | 0–3                                       | Vriendschappelijk                         | Goal                                      |
| 56                                        | 24 Mar 2001                               | Zweden – Macedonië                        | 1–0                                       | WK-kwalificatie                           |                                           |
| 57                                        | 28 Mar 2001                               | Moldavië – Zweden                         | 0–2                                       | WK-kwalificatie                           |                                           |
| 58                                        | 25 Apr 2001                               | Zwitserland – Zweden                      | 0–2                                       | Vriendschappelijk                         |                                           |
| 59                                        | 02 Jun 2001                               | Zweden – Slowakije                        | 2–0                                       | WK-kwalificatie                           |                                           |
| 60                                        | 06 Jun 2001                               | Zweden – Moldavië                         | 6–0                                       | WK-kwalificatie                           | Goal · Goal · Goal · Goal                 |
| 61                                        | 15 Aug 2001                               | Zweden – Zuid-Afrika                      | 3–0                                       | Vriendschappelijk                         | Goal                                      |
| 62                                        | 01 Sep 2001                               | Macedonië – Zweden                        | 1–2                                       | WK-kwalificatie                           | Goal                                      |
| 63                                        | 05 Sep 2001                               | Turkije – Zweden                          | 1–2                                       | WK-kwalificatie                           | Goal                                      |
| 64                                        | 07 Oct 2001                               | Zweden – Azerbeidzjan                     | 3–0                                       | WK-kwalificatie                           | Goal                                      |
| 65                                        | 27 Mar 2002                               | Zweden – Zwitserland                      | 1–1                                       | Vriendschappelijk                         |                                           |
| 66                                        | 17 Apr 2002                               | Noorwegen – Zweden                        | 0–0                                       | Vriendschappelijk                         |                                           |
| 67                                        | 17 May 2002                               | Zweden – Paraguay                         | 1–2                                       | Vriendschappelijk                         |                                           |
| 68                                        | 25 May 2002                               | Japan – Zweden                            | 1–1                                       | Vriendschappelijk                         |                                           |
| 69                                        | 02 Jun 2002                               | Engeland – Zweden                         | 1–1                                       | WK-kwalificatie                           |                                           |
| 70                                        | 07 Jun 2002                               | Zweden – Nigeria                          | 2–1                                       | WK-eindronde                              | Goal · Goal                               |
| 71                                        | 12 Jun 2002                               | Zweden – Argentinië                       | 1–1                                       | WK-eindronde                              |                                           |
| 72                                        | 16 Jun 2002                               | Zweden – Senegal                          | 1–2                                       | WK-eindronde                              | Goal                                      |
| 73                                        | 02 Apr 2003                               | Hongarije – Zweden                        | 1–2                                       | EK-kwalificatie                           |                                           |
| 74                                        | 05 Jun 2004                               | Zweden – Polen                            | 3–1                                       | Vriendschappelijk                         | Goal                                      |
| 75                                        | 14 Jun 2004                               | Zweden – Bulgarije                        | 5–0                                       | EK-eindronde                              | Goal · Goal                               |
| 76                                        | 18 Jun 2004                               | Italië – Zweden                           | 1–1                                       | EK-eindronde                              |                                           |
| 77                                        | 22 Jun 2004                               | Denemarken – Zweden                       | 2–2                                       | EK-eindronde                              | Goal                                      |
| 78                                        | 26 Jun 2004                               | Zweden – Nederland                        | 0–0                                       | EK-eindronde                              |                                           |
| 79                                        | 04 Sep 2004                               | Malta – Zweden                            | 0–7                                       | WK-kwalificatie                           | Goal                                      |
| 80                                        | 08 Sep 2004                               | Zweden – Kroatië                          | 0–1                                       | WK-kwalificatie                           |                                           |
| 81                                        | 09 Oct 2004                               | Zweden – Hongarije                        | 3–0                                       | WK-kwalificatie                           | Goal                                      |
| 82                                        | 13 Oct 2004                               | IJsland – Zweden                          | 1–4                                       | WK-kwalificatie                           | Goal · Goal                               |
| 83                                        | 17 Aug 2005                               | Zweden – Tsjechië                         | 2–1                                       | Vriendschappelijk                         | Goal                                      |
| 84                                        | 03 Sep 2005                               | Zweden – Bulgarije                        | 3–0                                       | WK-kwalificatie                           |                                           |
| 85                                        | 07 Sep 2005                               | Hongarije – Zweden                        | 0–1                                       | WK-kwalificatie                           |                                           |
| 86                                        | 08 Oct 2005                               | Kroatië – Zweden                          | 1–0                                       | WK-kwalificatie                           |                                           |
| 87                                        | 12 Oct 2005                               | Zweden – IJsland                          | 3–1                                       | WK-kwalificatie                           | Goal                                      |
| 88                                        | 01 Mar 2006                               | Ierland – Zweden                          | 3–0                                       | Vriendschappelijk                         |                                           |
| 89                                        | 02 Jun 2006                               | Zweden – Chili                            | 1–1                                       | Vriendschappelijk                         | Goal                                      |
| 90                                        | 10 Jun 2006                               | Trinidad en Tobago – Zweden               | 0–0                                       | WK-eindronde                              |                                           |
| 91                                        | 15 Jun 2006                               | Zweden – Paraguay                         | 1–0                                       | WK-eindronde                              |                                           |
| 92                                        | 20 Jun 2006                               | Zweden – Engeland                         | 2–2                                       | WK-eindronde                              | Goal                                      |
| 93                                        | 24 Jun 2006                               | Duitsland – Zweden                        | 2–0                                       | WK-eindronde                              |                                           |
| 94                                        | 26 May 2008                               | Zweden – Slovenië                         | 1–0                                       | Vriendschappelijk                         |                                           |
| 95                                        | 01 Jun 2008                               | Zweden – Oekraïne                         | 0–1                                       | Vriendschappelijk                         |                                           |
| 96                                        | 10 Jun 2008                               | Griekenland – Zweden                      | 0–2                                       | EK-eindronde                              |                                           |
| 97                                        | 14 Jun 2008                               | Spanje – Zweden                           | 2–1                                       | EK-eindronde                              |                                           |
| 98                                        | 18 Jun 2008                               | Rusland – Zweden                          | 2–0                                       | EK-eindronde                              |                                           |
| 99                                        | 20 Aug 2008                               | Zweden – Frankrijk                        | 2–3                                       | Vriendschappelijk                         | Goal                                      |
| 100                                       | 06 Sep 2008                               | Albanië – Zweden                          | 0–0                                       | WK-kwalificatie                           |                                           |
| 101                                       | 10 Sep 2008                               | Zweden – Hongarije                        | 2–1                                       | WK-kwalificatie                           |                                           |
| 102                                       | 19 Nov 2008                               | Nederland – Zweden                        | 3–1                                       | Vriendschappelijk                         |                                           |
| 103                                       | 28 Mar 2009                               | Portugal – Zweden                         | 0–0                                       | WK-kwalificatie                           |                                           |
| 104                                       | 01 Apr 2009                               | Servië – Zweden                           | 2–0                                       | Vriendschappelijk                         |                                           |
| 105                                       | 06 Jun 2009                               | Zweden – Denemarken                       | 0–1                                       | WK-kwalificatie                           |                                           |
| 106                                       | 10 Oct 2009                               | Denemarken – Zweden                       | 1–0                                       | WK-kwalificatie                           |                                           |

## Loopbaan als coach
Van 2009 tot 2012 was Larsson werkzaam als trainer-coach bij Landskrona BoIS in de Zweedse Superettan. In 2014 nam hij het dan net gepromoveerde Falkenbergs FF onder zijn hoede, nadat Hans Eklund de club voor het eerst in haar bestaan naar de hoogste afdeling had geleid. Larsson behield zich met Falkenbergs in de Allsvenskan, maar nam vervolgens in november 2014 uit eigen beweging ontslag.
In januari 2015 werd hij trainer van Helsingborgs IF. Daar werd hij coach van onder andere zijn zoon Jordan Larsson, die in juli 2014 aansloot bij de selectie van Helsingborgs. Larsson kreeg als opdracht de ploeg te herstructureren, nadat de club in 2011 voor het laatst kampioen was geworden. Larsson was twee jaar trainer van de club. Op 24 november 2016 nam hij ontslag, nadat hij met de club degradeerde naar de Superettan en zijn zoon, na afloop van de laatste wedstrijd, door hooligans werd aangevallen. Sinds 3 oktober 2018 was Larsson in dienst als adviseur bij Ängelholms FF. In juni 2019 werd Larsson wederom gepresenteerd als coach van Helsingborgs IF. Op 23 augustus 2019 stapte hij echter al op na bedreigingen door eigen fans op sociale media.
In augustus 2020 trad hij aan als assistent van Ronald Koeman bij FC Barcelona, de club waar hijzelf tussen 2004 en 2006 voor uitkwam als voetballer. In april 2021 wonnen ze de Spaanse beker. Na het ontslag van Koeman op 28 oktober 2021, werd het dienstverband van Larsson ook per 1 november beëindigd.

## Erelijst
Als speler
 Feyenoord
- KNVB beker: 1993/94, 1994/95

 Celtic
- Scottish Premier League: 1997/98, 2000/01, 2001/02, 2003/04
- Scottish Cup: 2000/01, 2003/04
- Scottish League Cup: 1997/98, 2000/01

 FC Barcelona
- UEFA Champions League: 2005/06
- Primera División: 2004/05, 2005/06
- Supercopa de España: 2005

 Helsingborg
- Svenska Cupen: 2006

 Manchester United
- Premier League: 2006/07

Individueel als speler
- Guldbollen: 1998, 2004
- Topscorer Scottish Premier League: 1998/99, 2000/01, 2001/02, 2002/03, 2003/04
- SFWA Voetballer van het Jaar: 1999, 2001
- SPFA Players' Speler van het Jaar: 1999, 2001
- Scottish Premier League Speler van de Maand: September 2000, November 2002
- Europese Gouden Schoen: 2001
- Euro 2004 Team van het Toernooi
- Scottish Football Hall of Fame
- Tidernas Guldboll: 2005
- Topscorer aller tijden van de UEFA Cup/UEFA Europa league: 40 doelpunten

Als assistent-trainer
 FC Barcelona
- Copa del Rey: 2020/21

## Overig
Zijn moeder is Zweedse en zijn vader heeft een Kaapverdische achtergrond. Hij speelde als aanvaller bij onder andere Feyenoord, Celtic FC, FC Barcelona en Manchester United. In 1998 en 2004 won hij de Guldbollen, de prijs voor beste Zweedse voetballer van het jaar. In 2010 werd hij coach van Landskrona BoIS.
Daarnaast maakte Larsson op 23 november 2008 zijn debuut in de Zweedse Superligan als aanvaller bij Floorball Club Helsingborg.
Larsson spreekt ook vloeiend Nederlands. Zijn zoon Jordan Larsson is ook profvoetballer.
| WK-statistieken         | Club                 | Positie   | W |   |   | D | A |   |   |   |
| ----------------------- | -------------------- | --------- | - | - | - | - | - | - | - | - |
| WK voetbal 2006 -Zweden | Manchester United FC | Aanvaller | 1 | 0 | 0 | 0 | 0 | 1 | 0 | 0 |